# Nacionalni park Ala-Arča
Nacionalni park Ala-Arča nalazi se u Kirgistanu.
Obuhvaća kanjon rijeke Ala-Arča i seže do planina Tanšan (Tien Shan), koja ga okružuju. Ovo je područje izuzetne prirodne ljepote. Nalazi se manje od sat vremena vožnje od glavnog grada Biškeka. Proglašen je nacionalnim parkom 1976. godine.
To je popularna destinacija za planinare, šetače, bicikliste, skijaše i druge, koji su u potrazi za ledenjacima, slapovima i drugim prirodnim ljepotama. Park je otvoren tijekom cijele godine, iako je najposjećeniji u ljeto i ranu jesen.
Riječ "arča" u kirgiskom jeziku znači borovica, vrsta grmlja, koja je popularna i cijenjena u Kirgistanu.
Nacionalni park obuhvaća oko 200 četvornih kilometara i njegova nadmorska visina kreće se od oko 1500 metara na ulazu od 4895 metara (vrh Semenov Tian-Šanski, najviši vrh planinskog područja Ala-Too). Park ima više od 20 ledenjaka, 50 planinskih vrhova i 2 manje rijeke: Adygene i Ak-Sai, koje potječu iz tih ledenjaka. Životinjski svijet uključuje: vrlo rijetkoga snježnog leoparda, pastrve, divlje koze, jelene i svisce.